# Come Taste the Band
Come Taste the Band deseti je studijski album britanskog hard rock sastava Deep Purple, kojeg u Americi 1975. godine objavljuje diskografska kuća 'Warner Bros.', a u Velikoj Britaniji  'EMI/Purple'.
Album je bio proizveden u koprodukciji od strane Deep Purplea i dugogodišnjeg suradnik sastava Martina Bircha. Materijal je sniman u 'Musicland Studios' München, Njemačka, a objavljen je u listopadu 1975. godine. To je bio jedini album na kojemu je sudjelovao Tommy Bolin na prvoj gitari, zamijenivši Ritchia Blackmorea. Kada je Blackmore napusti sastav, mnogi kritičari i obožavatelji pretpostavljali su da Deep Purple neće viša nastaviti s radom. Međutim David Coverdale i Jon Lord pitali su Tommya Bolina da im se pridruži u sastavu, što je ovaj i prihvatio.
Glazbeno, album je daleko više komercijalan nego Deep Purplovi prethodni albumi, te naginje prema konvencionalnom i fokusira se na zvuk soula i funka. Album prikazuje jak utjecaj funka pod vodstvom Glenna Hughesa u suradnji s jednako komercijalno širokim Bolinom. Općenito album se smatra Deep Purplovim slabijem izdanjem, iako to nije opravdano jer prodaja je išla vrlo dobro, a nalazio se na #19 britanske i #43 američke Top ljestvice albuma.
Nakon turneje koja je pratila objavljivanje ovog albuma, Deep Purple osam godina prekida s radom. 1976. godine, Tommy Bolin umro je od predoziranosti heroinom. Posljednjih nekoliko godina album je dobio razne promjene kod glazbenih kritičara, prvenstveno zbog Bolinovog doprinosa na njemu.
Ove snimke nakon dvadeset godina nanovo su objavljene u Sjedinjenim Državama 31. srpnja 2007. godine, od izdavača 'Friday Music' (također i Made in Europe i Stormbringer. Iako je na službenim internet stranicama objavljeno kako je materijal digitalizran, to je bilo i jasno jer su za izvor svakako korištene kazete. To je posebno zanimljivo jer je diskografska kuća 'EMI' tvrdila kako su matrice ovih snimki nestale.

## Popis pjesama
1. "Comin' Home" (David Coverdale, Tommy Bolin, Ian Paice) – 3:55
2. "Lady Luck" (Coverdale, Jeff Cook) – 2:48
3. "Gettin' Tighter" (Bolin, Glenn Hughes) – 3:37
4. "Dealer" (Coverdale, Bolin) – 3:50
5. "I Need Love" (Coverdale, Bolin) – 4:23
6. "Drifter" (Coverdale, Bolin) – 4:02
7. "Love Child" (Coverdale, Bolin) – 3:08
8. a) "This Time Around" (Jon Lord/Hughes)
 b) "Owed to 'G'" (instrumental) (Bolin) – 6:10
9. "You Keep on Moving" (Coverdale, Hughes) – 5:19

## Izvođači
- David Coverdale - prvi vokal
- Tommy Bolin - prva gitara, vokal, bas-gitara u skladbi "Comin' Home"
- Glenn Hughes - bas-gitara, prvi vokal
- Jon Lord - orgulje, pianino, klavijature, sintisajzer, bas-gitara u skladbi "This Time Around"
- Ian Paice - bubnjevi

### Produkcija
- Producent - Martin (The Wasp) Birch i Deep Purple
- Završni miks - Martin Birch i Ian Paice
- Projekcija - Martin Birch
- Fotografija omota albuma - Peter Williams

## Vanjske poveznice
- Discogs.com - Deep Purple  -Come Taste The Band